# Алькудія
Алькудія (ісп. Alcudia) — муніципалітет і містечко у північній частині Балеарського острову Майорка, Іспанія. Це головний туристичний центр на півночі Майорки на східному узбережжі.